# Киклос (стилска фигура)
Киклос (грч. κύκλος - круг) је стилска фигура која настаје када се почетне речи исказа (реченице или стиха) понављају на крају тог исказа тако да га уоквирују, па се зато ова фигура назива још окруживање. Користи се и назив прасаподоза. Речи које се понављају могу бити у истом или у различитом граматичком облику. Осим речи, могу се понављати и веће целине - читави стихови на почетку и на крају строфе, или строфе на почетку и на крају песме, а у прози осим речи и реченица и већи фрагменти. Припада фигурама конструкције.

## Употреба
Постоје две врсте киклоса. Прва врста је синтактички киклос када се понављају речи или синтагме на почетку и крају стиха или реченице. Друга врста је композициони - понављају се већи сегменти на почетку и крају песме - стихови, реченице, строфе, мада ова фигура понављања постоји и у прози. Осим што истиче мисао исказа, ствара утисак довршености, заокружености. Поред тога што доприноси ритму, када се користи као композиционо правило гради прстенасту структуру и утиче на доживљај песме као затворене целине. Може бити у служби рефрена. Киклос се зато често употребљава у поезији, али га има и у пословицама, прози, полемици.

## Примери

### У стиху
| „                                     | Кун' га, мајко, и ја ћу га клети (...) | ” |
| — Марина клетва, српска народна песма |                                        |   |

### У строфи
У целој Дисовој песми Можда спава у свим строфама се понављају први и последњи стихови; тако последња строфа гласи:
| „                                       | Можда спава са очима изван сваког зла, Изван ствари, илузија, изван живота, И с њом спава, невиђена, њена лепота; Можда живи и доћи ће после овог сна. Можда спава са очима изван сваког зла. | ” |
| — ''Можда спава, Владислав Петковић Дис | |   |

### У песми
Песма Мисао Момчила Настасијевића састоји се од 7 делова, а први и последњи су:
| „                             | Тишином чудно све ми засветли — крилата походи ме она. Нерођених зора запоју ми петли; са дна искон-мора потонула, чујем, брује звона. . | ” |
| — Мисао, Момчило Настасијевић | |   |

## Сличне стилске фигуре
- Анадиплоза
- Анаепифора
- Епанадиплоза
- Епаналепса
- Епизеукса
- Полиптотон